# Abenomics

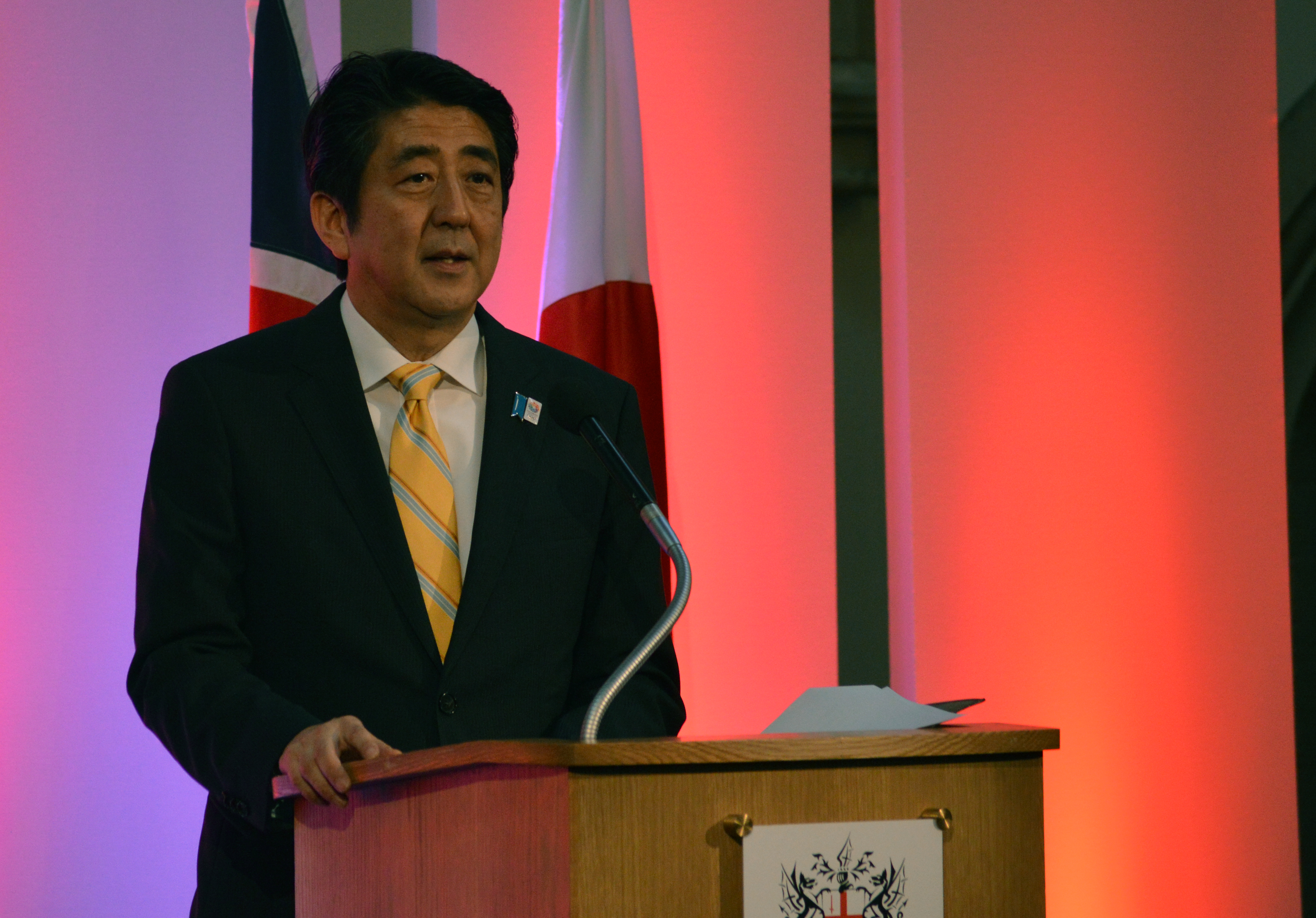
El primer ministro japonés Shinzo Abe discutiendo sus políticas económicas en un discurso en Londres en junio de 2013

El término Abenomics (アベノミクス Abenomikusu?), hispanizado abenomía; se refiere a las políticas económicas propulsadas por el primer ministro de Japón, Shinzo Abe, desde las elecciones generales de 2012. Abenomics está basado en "tres flechas" de expansión monetaria, estímulo fiscal y reformas estructurales. The Economist caracterizó al programa como una «mezcla de reflación, gastos gubernamentales y una estrategia de crecimiento diseñado para sacar a la economía de la animación suspendida que se apoderó de ella durante más de dos décadas».
"Abenomics" es una palabra híbrida de Abe y economics (en español, «economía»), y sigue a anteriores neologismos de políticas económicas relacionadas con líderes específicos como Reaganomics, Clintonomics y Rogernomics.

## Antecedentes

### Situación Económica de Japón antes de los Abenomics
El gobierno japonés elevó las tasas del impuesto al consumo del 3% al 5% en 1997, lo que empeoró la recesión y desinfló la economía.  El gobierno aumentó el impuesto al consumo en 1997 con el propósito de equilibrar su presupuesto, y luego los ingresos del gobierno disminuyeron en 4.5 billones de yenes porque el consumo se tambaleó. El país registró una tasa de crecimiento del PIB del 3 % en 1996, pero después de la subida de los impuestos, la economía entró en recesión.  La tasa de crecimiento nominal del PIB estuvo por debajo de cero durante la mayoría de los 5 años posteriores a la subida de los impuestos.Los salarios anuales promedios de Japón crecieron durante 1992-1997, pero los salarios comenzaron a disminuir después de que el aumento del impuesto al consumo entró en vigor en 1997. Después de 1997, los salarios disminuyeron más rápido que el PIB nominal.
En 2012, la Dieta de Japón del Primer Ministro anterior, Yoshihiko Noda, aprobó un proyecto de ley para aumentar la tasa del impuesto al consumo al 8% en 2014 y al 10% en 2015 a fin de equilibrar el presupuesto nacional; se esperaba que esta subida de impuestos desalentara aún más el consumo.
| Gráfico no disponible temporalmente debido a problemas técnicos.                        |                                                                  |
| PIB Nominal de Japón (index YR1997 is 100) Salario Anual de Japón (index YR1997 is 100) |                                                                  |
|                                                                                         | Gráfico no disponible temporalmente debido a problemas técnicos. |